# Janez Božič (duhovnik)
Janez Božič, slovenski rimokatoliški duhovnik, filolog, pisatelj in prevajalec, * 15. oktober 1829, Nova vas pri Lescah, † 28. maj 1884, Korte, Koroška.

## Življenje in delo
V Ljubljani je od leta 1842 do 1850 obiskoval gimnazijo ter od leta 1850 do 1854 bogoslovje in bil 30. julija 1854 posvečen. Nato je dve leti kaplanoval v Krašnji, kjer je obolel in skoraj oglušel. Zato je v šolskem letu 1856/1857 sprejel vabilo ravnateljstva nemške gimnazije na Reki in odšel tja kot suplent in učil tam še v naslednjem šolskem letu (1857/1858). Ker se mu je sluh izboljšal, je šel jeseni 1858 na Dunaj študirat klasično filologijo in slovansko jezikoslovje. V poletju 1864 je prišel v Celovec, da bi stopil na Koroškem v dušno pastirstvo, a ko je Andrej Einspieler 1865 ustanovil Slovenca, je prevzel uredništvo in zaprosil za kaplansko pokojnino. V Celovcu je ostal tudi po prenehanju izhajanja Slovenca (1867) in se udeleževal pri narodnem delu, 1879 pa je šel kot upokojenec oskrbovat beneficij v Korte (nemško Trögern) v obirski župniji pri Železni Kapli. Na pobudo škofa Pogačarja je začel že kot gimnazijec 1848 sodelovati pri Slovenskem cerkvenem časopisu (od 1849 Zgodnja Danica) in Vedežu. Kot bogoslovec je »svobodno za Slovence zdelal« povest Stric Tomaž ali žvljenje zamorcov v Ameriki (v originalu: Uncle Tom's cabin; or, Life Among the Lowly) ameriške pisateljice Harriet Beecher Stowe (1811–1896), ki je izšla v Celovcu 1853, le eno leti po izidu angleškega izvirnika. Poleg tega je poslovenil prvi del knjige Vodila grešnikov avtorja Ludovika Granaškega (Ljubljana, 1854). Kot kaplan je z M. Frölich uredil dva letnika Koledarja za Slovence. Na Dunaju pa v slovenščino prevedel  Platonovega Kritona in Apologijo.